# Empedocles
Empedocles (Oudgrieks: Ἐμπεδοκλῆς, Empedokles; ca. 492 v.Chr. – ca. 432 v.Chr.) was een ziener, staatsman, dichter en vooral arts en presocratische filosoof uit Acragas, Sicilië. Volgens klassieke bronnen toonde hij graag zijn rijkdom en zag hij zichzelf als een god, verrichtte hij wonderen en maakte hij zich nuttig voor zijn medeburgers, zodat hij een populair persoon werd.
Zijn filosofie is eclectisch. Alles zou bestaan uit een mengsel van vier eeuwige elementen. Twee natuurkrachten, Liefde en Strijd, werken daar op in en zorgen voor ontstaan en vergaan van de dingen. De krachten nemen om de beurten toe en af in dominantie, zodat de kosmos een eeuwige cyclus doormaakt van toenemende scheiding en vereniging. Leven ontstaat door een balans van beide. Het eerste leven bestaat uit goddelijke daimonen. Die worden corrupt en moeten vervolgens een reeks van reïncarnaties doormaken om weer zuiver te worden. De mens is zo'n tussenstadium van incarnatie.
Plato, Lucretius en neoplatonisten gebruikten ideeën van Empedocles, en de elementenleer werd van grote invloed in de premoderne wetenschap, zoals geneeskunde en alchemie. De anekdotes over Empedocles' leven en dood werden vooral vanaf de zeventiende eeuw gebruikt in kunst en literatuur door bijvoorbeeld schrijvers als Friedrich Hölderlin.

## Leven

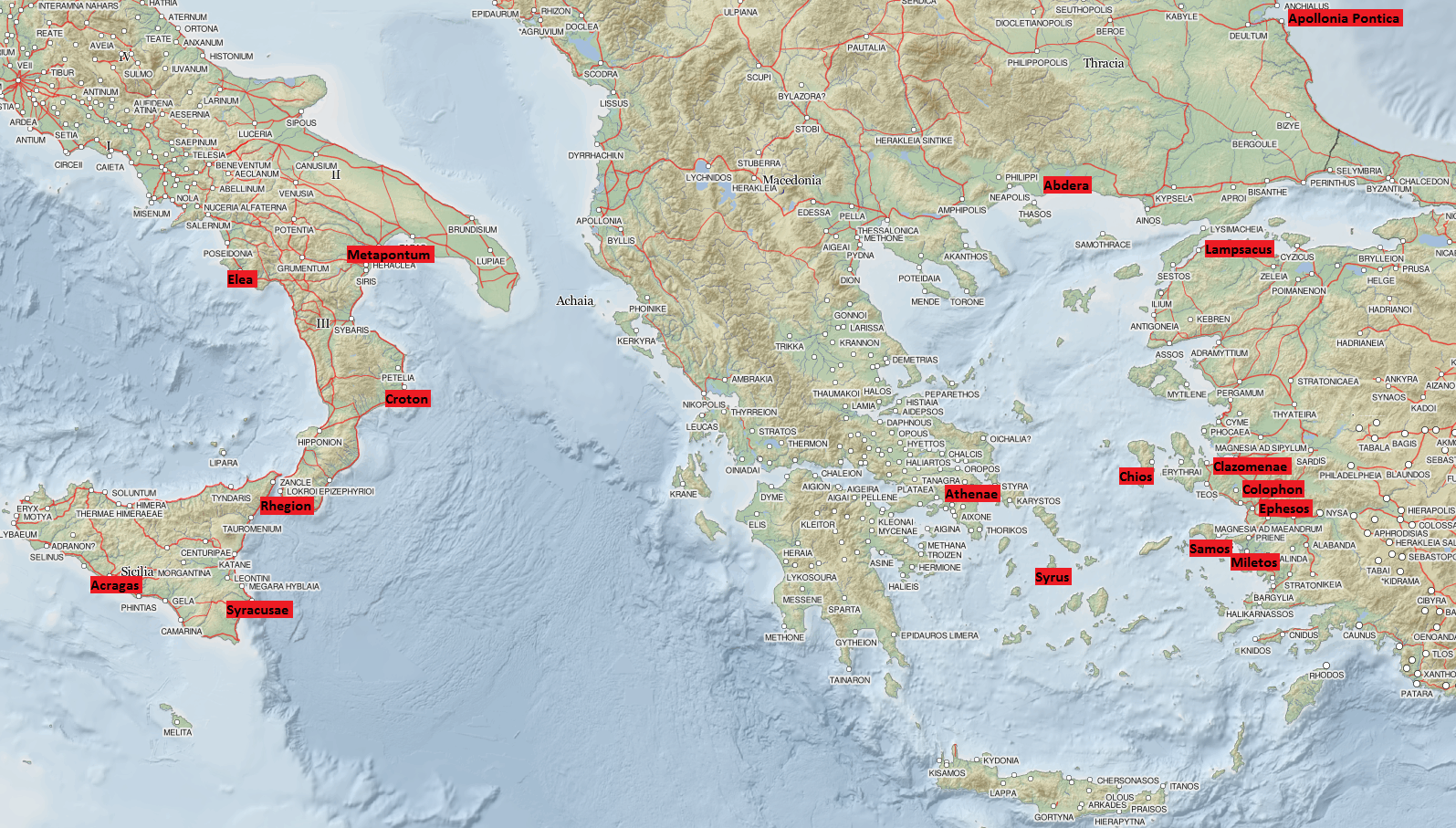
Kaart van de Griekse wereld met de plaatsen waar presocraten actief waren in rood. Acragas ligt links, op Zuid-Sicilië.

Over het leven en werk van Empedocles is in verhouding tot andere presocraten veel geschreven en bewaard gebleven in de oudheid. Weinig is echter zeker, omdat in de hellenistische periode veel apocriefe biografische verhalen ontstonden op grond van zijn eigen werk. Veel daarvan zijn verzameld door de laat-klassieke doxograaf Diogenes Laërtius in zijn Leven en leer van beroemde filosofen, en gaan vooral over Empedocles' politieke activiteiten en overlijden. Ze zijn vermoedelijk het resultaat van verheerlijking of spot bij latere auteurs. Daarbij hebben biografen de filosofische link met Pythagoras wellicht aangegrepen om het leven van Pythagoras te gebruiken als basis voor dat van Empedocles. Beiden droegen purperen gewaden, werden bekendheden (zowel politiek als door wonderbaarlijkheden) en beweerden goddelijk te zijn. De meest zekere gegevens zijn dat Empedocles in de vijfde eeuw v.Chr. leefde in Acragas, behoorde tot de sociale bovenlaag, politiek geëngageerd was en zowel arts als filosoof was.

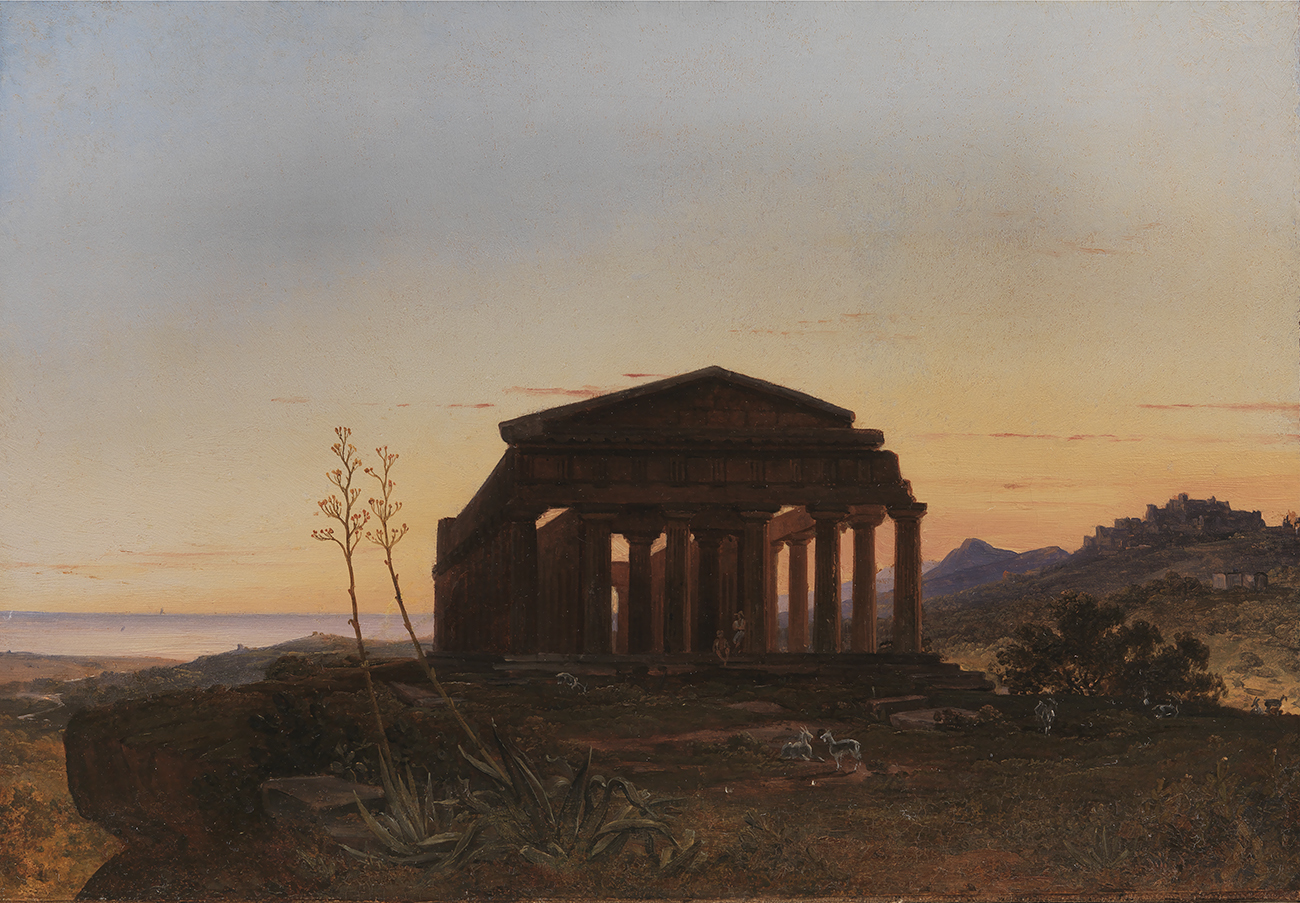
Empedocles werd geboren in Acragas (Agrigentum), waar hij een belangrijk persoon werd. Acragas was in die tijd een welvarende stad, die later echter werd verwoest door Carthagers. Afbeelding: Franz Ludwig Catel, Der Tempel der Concordia in Agrigent, (ca. 1820).

Omstreeks 492 v.Chr. werd Empedocles geboren in Acragas, destijds een welvarende Griekse kolonie op Sicilië. Zijn familie was welgesteld en telde enkele bekendheden. Zo fokte zijn grootvader Empedocles renpaarden en won hij een prijs op de paardenrennen bij de Olympische Spelen (71e Olympiade), en bekleedde zijn vader (Meton, Exaenetus of Archinomus) een belangrijke functie in het stadsbestuur. Volgens sommigen had Empedocles een zus en een broer (Callicratides), en een dochter en een zoon (Exaenetus). Hij was in de bloei van zijn leven rond de 84e olympiade (444-441 v.Chr.).

### Reputatie
Empedocles kreeg een goede opleiding, en het is zeker dat hij arts werd, omdat hij in latere medische bronnen wordt aangehaald. Daarnaast was hij een filosoof en redenaar. Aristoteles noemt hem de uitvinder van de retorica, wat onwaarschijnlijk is. Zijn leerlingen waren de sofist Gorgias van Leontini en zijn eigen minnaar Pausanias. Hij schreef een filosofische leerdicht dat hij liet voordragen door de rapsode Cleomenes bij de Olympische Spelen van 400 v.Chr. en heeft het zelf waarschijnlijk ook voorgedragen op verschillende plaatsen. Toch stichtte hij geen eigen filosofische school.
De filosoof beschouwde zichzelf naar eigen zeggen als quasi-goddelijk en liet zich bewonderen en vereren. Daarnaast stelde hij zijn rijkdom tentoon door het dragen van een gouden kroon, purperen mantel, gouden riem, bronzen sandalen en een (Delfische) lauriertak. Door dit alles werd hij later wel beschuldigd van zelfingenomenheid. Er deden ook heel wat legenden over Empedocles de ronde. Zo vertelden men dat hij de winden kon beheersen en een vrouw weer tot leven wekte die dertig dagen dood had geschenen.
In Acragas werd hij niettemin een geliefd persoon om enkele redenen. Ten eerste probeerden aristocraten de macht te grijpen na de val van de tiran Thrasydaeus in 470 v.Chr., maar Empedocles verzette zich daartegen en had een prominente rol in het vestigen van een democratisch regime. Hij hief een oligarchische vereniging, de Duizend, op en moedigde politieke gelijkheid aan. Dit vergrootte zijn populariteit en deed het volk hem de koningskroon aanbieden, al weigerde hij die. Ten tweede had hij succes als arts en wonderdoener. Zo zou hij een vrouw die niet ademde dertig dagen in leven hebben gehouden en vervolgens genezen hebben. Hij werd naar eigen zeggen geraadpleegd door duizenden mensen. Ten derde was hij vrijgevig. Hij betaalde bijvoorbeeld de bruidsschat voor diverse armlastige meisjes. Ten vierde zorgde hij voor technische vooruitgang. Zo liet hij naar verluidt ezelshuiden op de heuvels neerhangen om de oogst te beschermen tegen uitdrogende wind, en liet hij op zijn kosten twee rivieren omleggen, waardoor het bedorven water van een derde stroom gezuiverd werd nabij Selinous, dat door de pest getroffen was. De ziekte verdween, en de bewoners van Selinous legden dat uit als magie, waardoor Empedocles sterker werd vereerd. Desondanks noemden sommigen hem een oplichter (góes).
Hij was prominent en reisde veel. Zodoende leerde hij niet alleen de dichters Pindarus, Aeschylus en Simonides kennen, maar vermoedelijk ook de filosofen Parmenides en Zeno uit Elea. Tevens was hij bekend met de pythagoreeërs en het orfisme, een mysteriecultus. Eén reis was bijvoorbeeld naar de stad Thurii kort na 444 v.Chr., waar hij vermoedelijk de geschiedschrijver Herodotus ontmoette. Een andere was om de Olympische Spelen bij te wonen. Zijn vijanden verzetten zich echter tegen zijn terugkeer naar Acragas, en het is onbekend of hij in zijn latere leven nog is teruggekeerd. Vermoedelijk overleed hij in de Peloponnesus.

### Overlijden

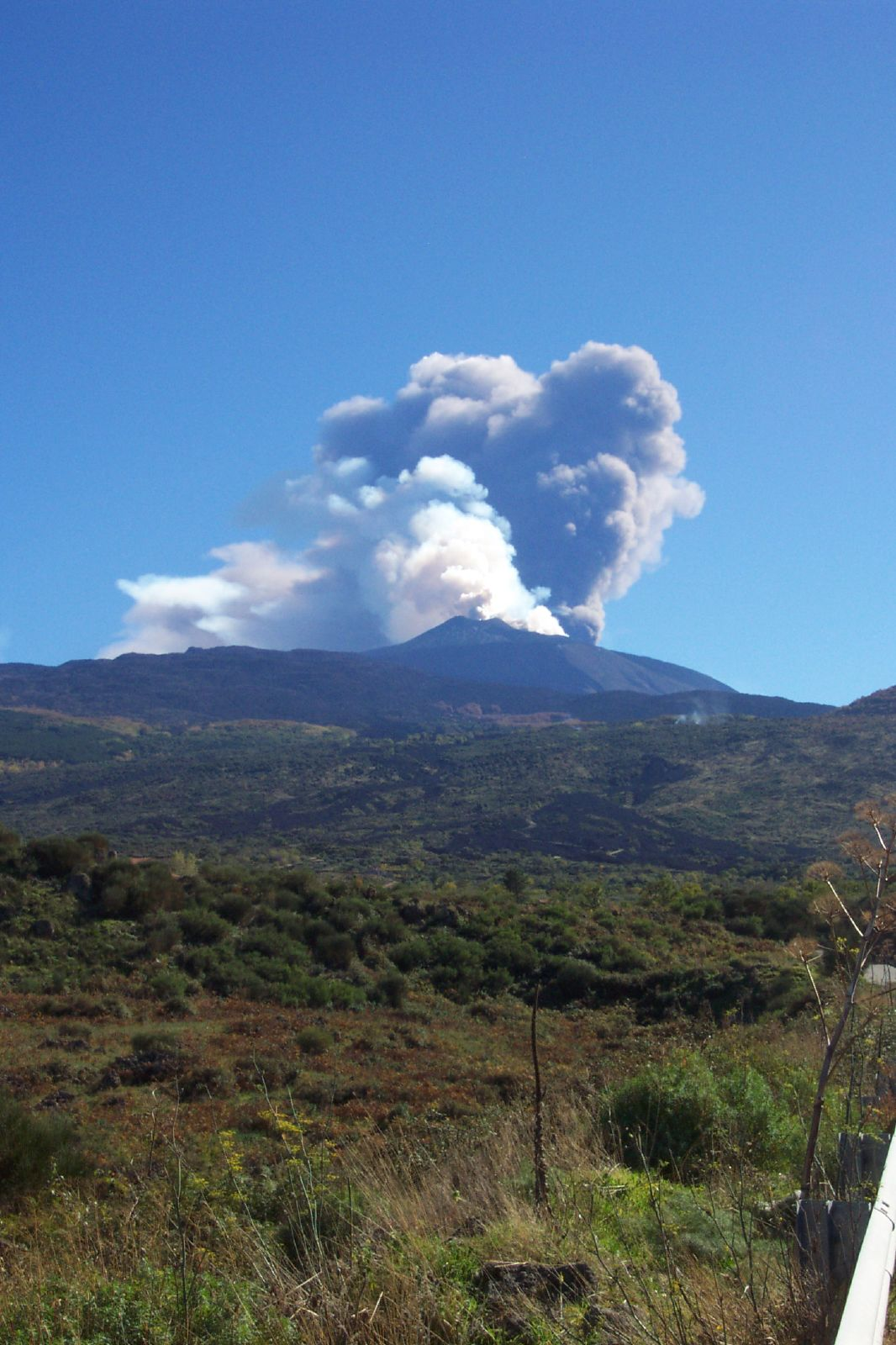
Empedocles zou de krater van de Etna zijn ingesprongen om te bewijzen dat hij een god was. De vulkaan spuwde echter een sandaal weer uit.

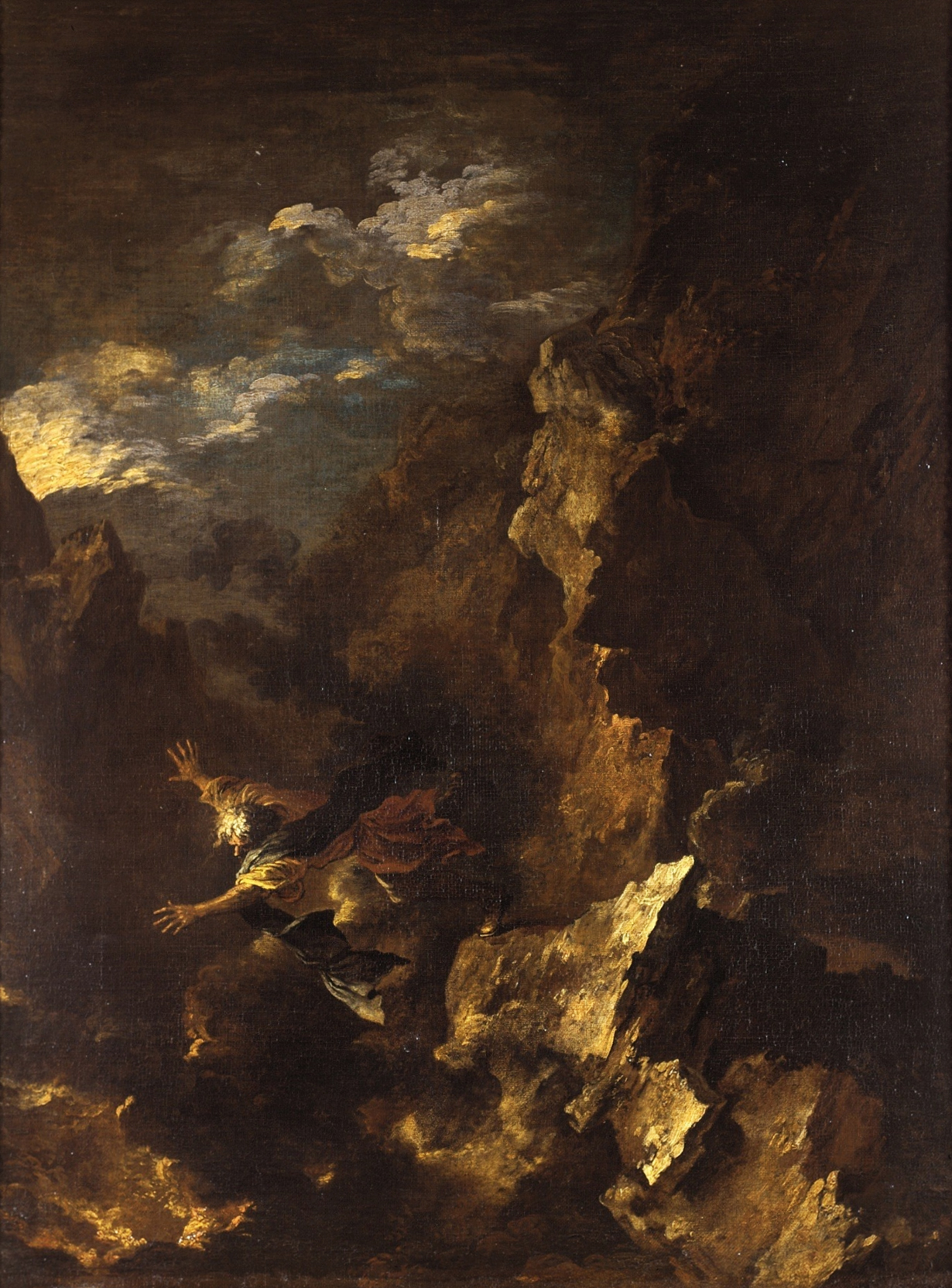
Salvator Rosa, The Death of Empedocles, circa 1665 – 1670, olieverf op doek, 135 × 99 cm.

Toen de filosoof overleed rond 432 v.Chr., was hij volgens Aristoteles en Heraclides zestig jaar, volgens anderen 77. Over zijn dood bestaan verschillende anekdotes, die vermoedelijk zijn verzonnen om te spotten met zijn filosofie. Hij stelde namelijk dat de dood niet bestond en dat de materie gevormd werd door vier elementen (aarde, lucht, water en vuur), en die spelen juist een beslissende rol in elk verhaal.
In een paar verhalen reisde Empedocles af naar de Peloponnesus, waar hij bijvoorbeeld van zijn wagen viel (element aarde) en overleed aan de verwonding. Een variant hierop plaatst die gebeurtenis op Sicilië. Een ander verhaal is dat hij de Etna op Sicilië beklom en zich in de krater wierp (element vuur) om aan te tonen dat hij een god was. Dat dit niet werkte werd duidelijk toen de vulkaan een bronzen sandaal weer uitspuwde. Volgens andere verhalen verdronk de filosoof op zee (element water) of verhing hij zich (element lucht). Tot slot bestaat de overlevering dat hij na een offerfeest verdween in de nacht, en dat er een lichtflits verscheen toen men hem riep, waaruit men afleidde dat hij nu een god was.

## Werk
Aan Empedocles werden literaire teksten toegeschreven, namelijk tragedies (7 of 43), een hymne aan Apollo, De oversteek van Xerxes, en epigrammen. Zijn auteurschap ervan is zeer twijfelachtig, al zijn mogelijk enkele fragmenten van De oversteek van Xerxes en de hymne overgeleverd. Daarnaast stonden politieke traktaten en een Medische verhandeling op Empedocles' naam, waarschijnlijk verzinsels om zijn reputatie als staatsman en arts te onderstrepen. Wel schreef hij filosofische werken, waarvan als titels Over de natuur (Peri fyseōs) of Natuurwetenschappelijke dingen (Fysica) en de Zuiveringen (Katharmoi) bekend zijn. Die droeg hij op aan zijn minnaar Pausanias. Van de Zuiveringen bestonden in de twaalfde eeuw nog kopieën in Constantinopel, en een mogelijk complete editie van Empedocles' filosofische werk bestond nog in de zestiende eeuw. Niet één complete tekst haalde de moderne tijd. Er bestaan nog slechts fragmenten en testimonia (getuigenissen) bij latere, klassieke  auteurs.

### Filosofisch werk

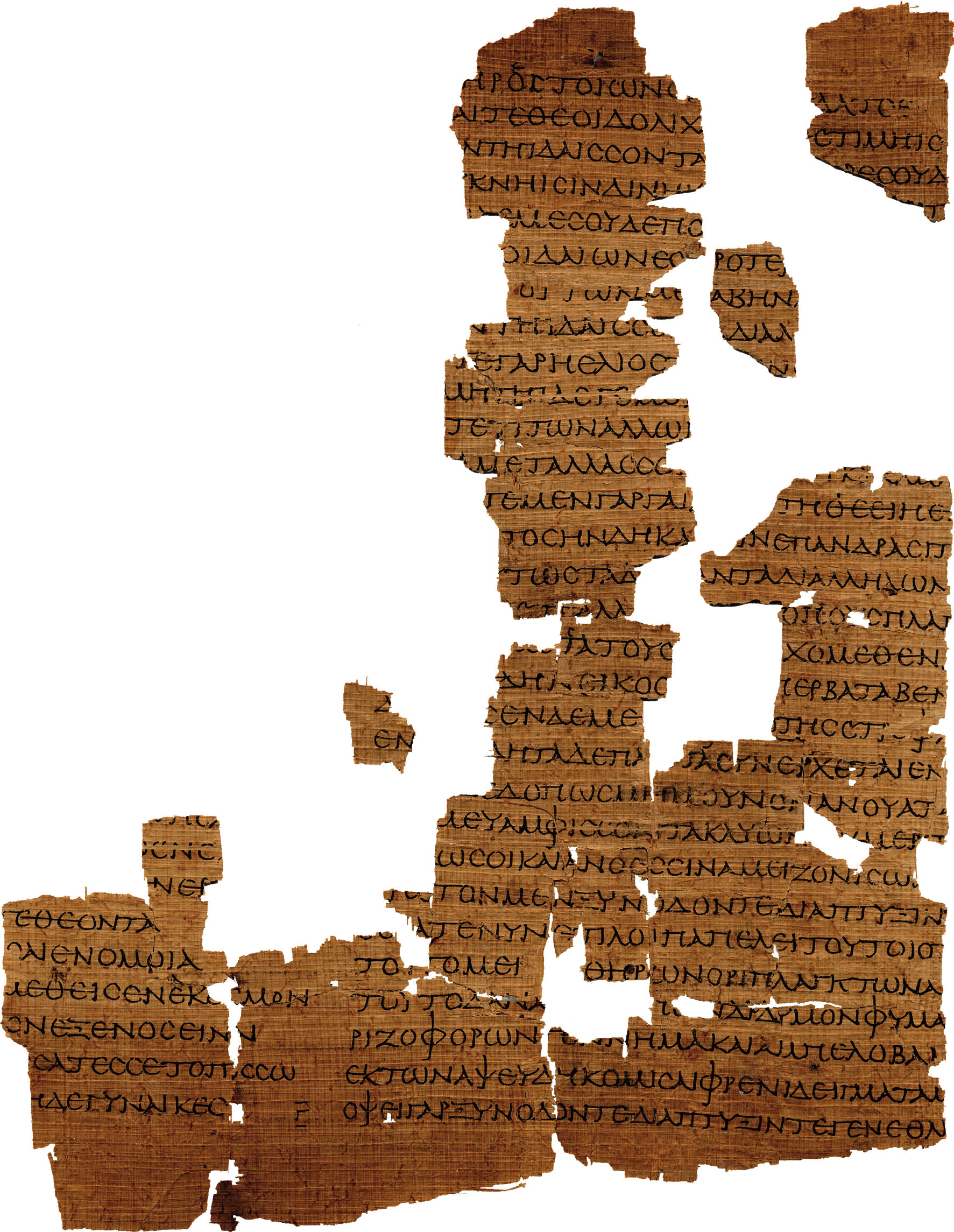
Straatsburger Papyrus met nieuwe fragmenten van Empedocles' werk (I 262–300). De identificatie ervan gebeurde pas in de jaren negentig. P. Strasb. gr. Inv. 1665−1666.

In klassieke bronnen bestaat onduidelijkheid over het aantal boekdelen en de lengte van de werken. De fragmenten die auteurs expliciet toewijzen aan een boekdeel staan in het eerste, tweede of derde boek van Over de natuur, of in het tweede boek van Zuiveringen. Diogenes Laërtius spreekt van vijfduizend verzen in totaal, de Suda echter van tweeduizend. In het moderne onderzoek bestaat discussie over de vraag of er daadwerkelijk twee afzonderlijke filosofische teksten bestonden. Lange tijd ging men uit van twee afzonderlijke werken, waarbij Over de natuur van natuurwetenschappelijke aard zou zijn, en de Zuiveringen van religieus-esoterische aard. Sommigen waren van mening dat (schijnbare) tegenstrijdigheden tussen fragmenten onder de respectieve titels werden verklaard doordat de twee teksten waren geschreven op verschillende momenten in Empedocles' leven.
In de loop van de twintigste eeuw groeide niettemin de consensus dat Empedocles' denken één geheel vormde. Sinds 1987 maakt de opvatting opgang dat Empedocles slechts één filosofisch werk schreef. Plato en Aristoteles verwezen namelijk niet naar twee leerdichten. Slechts één bron, Diogenes Laërtius, noemt expliciet twee afzonderlijke werken met aparte titels, op grond van diverse secundaire bronnen. De verschillende titels worden verklaard doordat schrijvers in Empedocles' tijd hun werk vaak geen titel meegaven, Over de natuur een generieke titel was, en dat het werk in een vroeg stadium misschien als titel Over de natuur en zuiveringen had.
Tevens maakten vroege filosofen nog geen strikt onderscheid tussen religie en wetenschap. In 1999 werd een editie gepubliceerd van de Straatsburger Papyrus, waarin nieuw ontdekte Empedocles-fragmenten staan. Daaruit bleek dat religieuze onderwerpen wel degelijk naast natuurwetenschappelijke stukken stonden. Alle vermeende Zuiveringen-fragmenten passen binnen Over de natuur. Dit overtuigde meer onderzoekers ervan dat Empedocles maar één werk schreef, maar er bestaat nog geen consensus.

### Fragmenten
Van Empedocles is meer materiaal overgeleverd dan van andere presocraten. De belangrijkste oorzaak daarvan is dat Aristoteles (en zijn commentatoren) expliciet reageerde op zijn filosofie. Verder zijn fragmenten bewaard dankzij onder anderen Plutarchus, kerkvader Hippolytus en neoplatonist Simplicius, maar ook de doxografische traditie, die bij Empedocles echter sterk verkleurd is door Aristoteles en zijn volgelingen. In totaal bestaan nog 150 fragmenten. In lengte vormen die een tiende van het complete werk, als dat inderdaad vijfduizend verzen telde. Als twee werken bestaan hebben, dan worden door klassieke auteurs slechts drie expliciet toegewezen aan Zuiveringen: over botanie, over embryologie, en een opmerking aan een vriend. Acht worden toegewezen aan Over de natuur. Over de volgorde van de fragmenten bestaat geen duidelijkheid. Niet twee editeurs en onderzoekers zijn tot eenzelfde verdeling en ordening van de fragmenten gekomen.

### Structuur
Het werk begon met een voorwoord (proëmium), waarin de auteur vertelt wie hij is en wat hij biedt. Zijn filosofie moet inzicht in de natuur en verlossing van de geest bieden. Zijn inzichten zijn gericht tot zijn minnaar Pausanias. Het eigenlijke betoog begint met een paar opmerkingen over denkbeelden van Parmenides. Vervolgens legt hij zijn eigen filosofie uit, met een beschrijving van de beginselen die er zijn in de natuur, van de vorming van de kosmos, van de hemellichamen, en van het ontstaan van leven. De globale structuur vertoont raakvlakken met het leerdicht van Parmenides.

### Stijl
Empedocles was een Homerus-kenner en schreef zijn filosofische werk in dactylische hexameters, typerend voor epiek. In zijn taalgebruik verwijst hij veel naar Homerus, maar ook naar Hesiodus, Parmenides en andere dichters. Daarbij geeft hij woorden en frasen soms een nieuwe betekenis. Zo noemt Homerus de godin Athena 'uilogig' (glaucōpis), terwijl Empedocles hiermee de maan aanduidt. Een ander voorbeeld van homerisch taalgebruik met hernieuwde betekenis is fragment B52:
| Fragment B52: Grieks                  | Transcriptie                         | Vertaling                                                |
| ------------------------------------- | ------------------------------------ | -------------------------------------------------------- |
| πολλὰ δ ᾿ ἔνερθ ᾽ οὔδεος πυρὰ καίεται | polla d' enerth' oudeos pyra kaietai | 'en vele vuren branden onder het oppervlak van de aarde' |

Het vers lijkt op Ilias 8, verzen 508-509, waar de vele vuren staan beschreven die de Grieken 's nachts aanstaken. Empedocles wilde hier wellicht suggereren dat het vuur in de onderwereld hetzelfde element is als het vuur op aarde en het vuur van de zon en de sterren.
Zijn stijl is beschreven als 'verzorgd' maar soms 'hoogdravend', en wordt gekenmerkt door klankeffecten, neologismen en metaforen zoals de zee als 'het zweet der aarde', maar ook door woordspel en dubbelzinnigheid, zoals phōs, 'licht' en 'mens' in de zin: 'Wanneer licht in de vorm van een mens gemengd op lucht stoot, [...] dan zeggen mensen dat dat "geboren worden" is'. Ook bevat het leerdicht retorische effecten. Zo spreekt hij in zijn voorwoord zijn publiek rechtstreeks aan met de woorden 'zoals jullie weten' (humin), terwijl de gewoonte was om de goden aan te roepen.
Stijlaspecten zoals woordspel, literaire verwijzingen, metaforen en dubbelzinnigheid bemoeilijken de tekstinterpretatie, maar een verklaring is Empedocles' diepe overtuiging dat de werkelijkheid niet zonder meer is wat ze lijkt, dat er diepe verbanden bestaan tussen zaken die niets met elkaar te maken lijken te hebben, en dat er dus een fundamentele eenheid bestaat.

## Filosofie

### Positie
Van Empedocles worden verschillende leermeesters gegeven, zoals Pythagoras en Parmenides, die allen echter onwaarschijnlijk of chronologisch onmogelijk zijn. Bij Parmenides lijkt eerder intellectuele invloed te hebben bestaan dan een leraar-leerlingrelatie. Empedocles was eclectisch en herwerkte de Ionische natuurfilosofie in reactie op de filosofische kritiek van Parmenides. Van Heraclitus nam hij waarschijnlijk de noties over dat het principe Strijd (Eris) verandering in de natuur veroorzaakt en dat één morele orde (Logos) mens en natuur bestuurde. Van Parmenides nam hij de gedachte dat er maar één Zijnde is, zonder leegte, niet-Zijnde, kwalitatieve veranderingen en echt ontstaan en vernietiging. Van Xenophanes nam hij de abstracte, anti-antropomorfe theologie over. Hij was vermoedelijk bekend met het werk van Anaxagoras, maar niet met dat van de latere Eleaten en de atomisten.
Wat hem onderscheidde van de Ionische filosofen (onder anderen Heraclitus en Xenophanes) en post-Parmenidische filosofen (onder anderen Anaxagoras, Leucippus en Democritus) is zijn interesse voor leefregels, geestelijke zuiverheid, de onsterfelijke ziel, reïncarnatie (metempsychosis) en pythagoreïsche getallenleer. Dit is verklaarbaar, omdat in Magna Graecia (Zuid-Italië en Sicilië) de belangstelling voor het hiernamaals groter was. Het orfisme en pythagorisme bloeiden er, stromingen die de nadruk legden op leefregels, reinheid, reïncarnatie en de invloed op het leven na de dood door handel en wandel.

### Elementenleer

De elementenleer werd bedacht door Empedocles en zou tot in de vroegmoderne tijd belangrijk blijven voor onder andere de geneeskunde en alchemie.

Op grond van Parmenides' eeuwige, onveranderlijke Zijnde ging Empedocles uit van zes eeuwige, onveranderlijke beginselen: wetmatigheden Liefde en Strijd, en vier elementen, aarde, water, vuur en lucht. De elementen hebben verschillende namen. Vuur is bijvoorbeeld de zon, water de zee en de regen. Ook gebruikte hij godennamen: Nestis is het water, Zeus de lucht (aither), Hades het vuur, Hera de aarde. Door hun vitaliteit noemde Empedocles hen vooral 'wortelen' (rhizōmata). Ze waren de grondstof van de kosmos, en alles bestond uit verschillende mengsels van die elementen. Verandering, ontstaan en vergaan zijn niets anders dan het herschikken van de elementen: 'Het is onmogelijk dat geboorte plaatsvindt uit wat niet bestaat, en het is onuitvoerbaar en ongehoord dat iets wat bestaat helemaal te gronde gaat'. Dingen kunnen hooguit uiteen vallen in de afzonderlijke elementen.
Daarin volgde Empedocles Parmenides, die stelde dat niet-zijn en leegte onmogelijk zijn. Die ging er echter ook van uit dat alles is en niet wordt (zoals Heraclitus dacht), terwijl de elementenleer wel verandering veronderstelt. Presocratische voorgangers hadden ieder ook een oersubstantie aangewezen als basis voor de kosmos (de archè), maar kenden elementen hun eigen positie binnen de kosmos toe met vaste eigenschappen, waarbij het ene element soms uit het andere voortkwam. Empedocles stelde de vier elementen gelijk en maakte er absolute beginselen van.

'Want verneem eerst de vier wortels van alle dingen: / stralende Zeus, levenschenkende Hera en Aidoneus, / en Nestis, die met haar tranen de bron van het sterfelijk leven doet vloeien.'
— Fragment B6, geciteerd door Aëtius, Placita, 1.3.20.

### Liefde en Strijd
Verandering in substantie en dus in de verhouding tussen elementen werd volgens Heraclitus veroorzaakt door de natuurkracht Strijd, maar volgens Empedocles door de eeuwige Liefde en Strijd. Liefde leidt tot verbinding en vermenging van ongelijke delen, Strijd tot uiteenvallen en scheiding daarvan. Strijd werkt dus volgens het principe: het gelijke trekt het gelijke aan. Zo ontstaan bijvoorbeeld aarde en zee. De beginselen staan niet, zoals Aristoteles dacht, gelijk aan Goed en Kwaad. Strijd toont namelijk het wezen van de werkelijkheid: de afzonderlijke elementen. Bovendien is creatie alleen mogelijk bij harmonie van beide krachten, al is Liefde wel belangrijker. Daarbij komt dat de huidige wereld toenemende Strijd bevat, en de mens heeft daarmee te leren leven. Liefde en Strijd sturen verandering aan, maar zorgen niet voor het natuurlijke gedrag van een element, zoals vuur dat altijd omhoog gaat. Liefde heet soms ook Aphrodite, Cypris of Harmonie. Strijd heet soms wrok of onenigheid. Sterfelijk is wat door elementen en de krachten bijeen wordt gehouden. Zodra Liefde heerst, wordt de kosmos bolvormig en zijn de elementen perfect vermengd.

### Kosmische cyclus
Door de werking van de zes beginselen maakt de kosmos een voortdurende cyclus door. Over de betekenis van die cyclus is door onderzoekers veel gedebatteerd, en er bestaat weinig consensus. Een invloedrijke opvatting is dat onze leefbare wereld slechts kan ontstaan in de eerste helft, als er toenemende Liefde is. Een ruimere visie is dat de leefbare wereld bestaat in de tussenliggende periodes met nog slechts toenemende Liefde en toenemende Strijd. Het lijkt er echter op dat Empedocles de huidige wereld plaatste in een fase van toenemende Strijd. De gedachte dat de wereld het resultaat is van een worsteling tussen tegendelen is wellicht overgenomen van Heraclitus.
'Afwisselend hebben ze de overhand bij de voortgang van de cyclus.' Onder Liefde zou de kosmos ineenkrimpen tot een klein punt waarin de afzonderlijke elementen niet langer bestaan, en de tijd gaat dan ook sneller. Onder Strijd zet alles uit, gaat de tijd langzamer, en zijn de elementen zuiver gescheiden in de vorm van vier concentrische sferen. Van zwaar naar licht: aarde, water, lucht en tot slot vuur aan de buitenkant. Die scheiding ontstaat doordat Strijd een draaibeweging maakt, waardoor lichtere elementen naar de buitenkant van de kosmos drijven.

### Ontstaan van leven
Als Siciliaan kende Empedocles de Etna en dus de hitte en het vuur binnenin de aarde. Dat vuur verhardt het element aarde en werkt zich een weg omhoog, zoals vlammen dat ook doen. Daardoor 'zweet' de aarde, waardoor zeeën en leven ontstaan. Zolang Liefde overheerst, is er een harmonieuze, utopische Gouden Tijd met slechts leven in potentie. Dan vormen zich daimonen, geestelijke wezens die een deel van de harmonie behouden en een deel opgeven om individuen te worden, wat kan dankzij Strijd. Door Strijd ontstaan mettertijd ook fenomenen als bloedoffers, bloedvergieten, meineed en vlees eten, en dergelijk verval zorgt voor degeneratie. De daimonen incarneren zodoende als mensen. Naarmate Strijd in kracht toeneemt, ontstaan vervolgens monsters zoals de Minotaurus en uiteindelijk ook losse ledematen. Het tegenovergestelde proces vindt plaats als de kosmische cyclus weer van Strijd naar Liefde gaat.

'Daar ontsproten veel hoofden zonder nekken en losse armen doolden er rond, verstoken van schouders, en er zwierven eenzame ogen, die een voorhoofd ontbeerden.'
— Fragment 57, geciteerd door Simplicius, Commentaar op Aristoteles' "Over de hemel", CAG VII,
586.12 en 587.1–2.

Empedocles betrok bij de formatie van de wereld tevens botanie en biologie, in het bijzonder menselijke biologie. Hij gaf een voor die tijd goede beschrijving van het menselijk oog, en stelde dat de mens niet alleen ademt door neus en mond, maar ook door poriën in de huid. Verder behandelde hij zintuiglijke waarneming, pijnbeleving, spijsvertering, de vorming van botten, bloed en vlees door het vermengen van elementen, en embryologie. Zo zou zowel de man als de vrouw actief bijdragen aan de vorming van de embryo, en hangt de bepaling van het geslacht af van de temperatuur in de baarmoeder. Seksuele differentiatie is verdeeldheid en dus het werk van Strijd, maar het verlangen naar elkaar en het scheppen van leven is het werk van Liefde. Toch is heteroseksualiteit en voortplanting tevergeefs ingaan tegen de natuur, omdat de kosmische cyclus toenemende Strijd kent.

### Reïncarnatie en reinheid
De zoögonie hangt samen met de theorie van reïncarnatie. Reïncarnatie veronderstelt zielsverhuizing (metempsychosis) en dus een onsterfelijke ziel, maar volgens Empedocles zijn enkel de vier elementen eeuwig en onveranderlijk. Daarom is sprake van relatieve onsterfelijkheid, waarbij de ziel één wereldcyclus meegaat, om vervolgens te worden opgenomen in de vermenging van Liefde of verwoest door Strijd. Mogelijk deelde Empedocles de opvatting van pythagoreïsche tijdgenoten dat niet alleen de kosmos telkens opnieuw terugkeert, maar daarmee ook de ziel. Een andere verklaring is dat hij de ziel mogelijk identificeerde als een van de elementen. Als de ziel één cyclus meegaat, dan is die ziel wat Empedocles een lang levende daimon noemt. Daimon kon oorspronkelijk verwijzen naar een (Olympische) god, halfgod en naar wat nu als verpersoonlijkte natuurkrachten worden beschouwd. Bij Empedocles zorgt de daimon ervoor dat de morele en intellectuele eigenschappen van een persoon voortleven. Of de val van de daimon een keuze of noodzaak is, en wat het proces van reïncarnatie aanstuurt, blijft onduidelijk.
Het leven op aarde is een straf voor de gevallen daimon/ziel. Vroege ontwikkelingsstappen in de hiërarchie van incarnaties zijn de leeuw onder de dieren en de laurier onder de planten. Van alle menselijke incarnaties staan 'profeten, zangers van hymnen, helers en leiders' het hoogst in aanzien en dus het dichtst bij de goden. Tot slot 'wonen ze als disgenoten samen met andere onsterfelijken, bevrijd van menselijk leed en onvermoeibaar voortlevend'. Empedocles voorzag dit stadium duidelijk voor zichzelf, aangezien hij ook de status van profeet, zanger, heler en politiek leider had. Het mogelijke eindstadium van de hiërarchie zou eenwording met Liefde kunnen zijn.
Slechts door herhaalde reïncarnatie krijgt de daimon de ervaring om de daarvoor vereiste verlichting te bereiken. Kennis van vorige levens is daarom een bron van wijsheid voor de wijze. Door zuiver te leven kan men zodoende weer een god worden. Empedocles gaf bijvoorbeeld pythagoreïsche voedselvoorschriften, zoals een verbod op het eten van bonen en vlees, omdat men daarmee een gereïncarneerde verwant zou kunnen opeten. Die regels dragen bij tot een zuiver leven. Ook belangrijk zijn het hebben van kennis over de goden en de natuur, en het verwerpen van bloedoffers en grote seksuele activiteit (maar geen onthouding). Gematigdheid in alles was voor de presocraat wellicht belangrijk.

### Astronomie
Empedocles' astronomische ideeën moeten worden gereconstrueerd via testimonia. Het vallen van de avond komt doordat de aarde het zonlicht onderschept. Verder verklaarde hij dat de maan haar licht krijgt van de zon, en dat de zonsverduistering werd veroorzaakt door de maan. De buitenlaag van de hemel stelde hij vermoedelijk voor als hard ijs, dat niet omlaag valt dankzij de draaiende beweging ervan. Die beweging houdt de aarde ook stil op zijn plaats. In een vroeg stadium van de wereldformatie kristalliseerde de lucht (aither) uit tot de hemel onder invloed van het vuur. Restanten daarvan bleven achter en vormden de sterren, maar de rest vormde de zon. Dat is bijvoorbeeld het creatieve resultaat van Strijd middels het gelijkheidsprincipe: vuur trekt vuur aan. De presocraat schreef ook over de maan en haar fasen, maar daarover is niets bekend.

### Kennisleer
Empedocles stelde dat de werkelijkheid goed begrepen kon worden indien men zijn zintuigen en zijn verstand voorzichtig gebruikt, en daarmee sprak hij Parmenides tegen. Alles in de natuur is 'intelligent' in die zin, dat het zijn natuurlijke plek opzoekt en vindt, zoals vuur dat van nature opstijgt. Zo gaat het ook met menselijk inzicht, indien men onbevooroordeeld waarneemt zonder het gebruikelijke associatieve denken.
De presocraat beweerde dat 'er van alle dingen die zijn ontstaan afstroomsels afkomen', van dieren tot en met onbezielde natuur. Wat die precies inhouden, is niet duidelijk. De afstroomsels zorgen er niet alleen voor dat ijzer wordt aangetrokken door de magneet, maar ook dat mensen dingen via 'poriën' in de zintuigen kunnen waarnemen. Alles bestaat echter uit de elementen, dus ook de afstroomsels, en de reden dat de mens de dingen via afstroomsels kan kennen, is het gelijkheidsprincipe: 'Met aarde ontwaren we aarde en water met water.' Kennis van de dingen ontstaat in het hart, want dat is goed doorbloed, en dat bloed bevat de beste vermenging van de elementen.
Het menselijk inzicht is doorgaans echter beperkt, omdat niet iedereen evengoed oplet. De natuur toont ook niet meteen haar ware aard. Daarom is een (goddelijke) leermeester zoals Empedocles nodig. Pas door waarneming te combineren met zijn betoog, zou men geestelijk een hoger niveau bereiken en goddelijk worden. Alleen een god heeft het hoogste inzicht, maar die is niet antropomorf, een mening die Xenophanes ook had. Hij is zuiver geestelijk, overal aanwezig, en kan ook alleen met de geest worden gekend.

## Invloed
Aristoteles citeerde Empedocles in veel ruimere mate dan Plato, onder andere in De respiratione, De sensu, De generatione et corruptione en Metafysica. Aristoteles beschouwde Empedocles als een belangrijk filosoof, maar was het niet altijd met hem eens.
Empedocles' ideeën over zielsverhuizing, een leven na de dood, mogelijke terugkeer naar de goden door zuiver te leven en een werkelijkheid voorbij het direct waarneembare werden opgepikt door Plato in zijn dialoog Phaedo en latere geschriften. Ze bleven voortleven in het middenplatonisme en neoplatonisme. Neoplatonisten zoals Syrianus, Asclepius, Simplicius en Porphyrius citeerden de presocraat daarom op zo'n manier dat verschillen in filosofische opvattingen werden genivelleerd, als onderdeel in de polemiek van de neoplatonisten tegen het materialisme van de epicuristen. Ze namen de idee van de bol over waarin Liefde alles harmonieus vermengde als gelukzalig, levend, goddelijk en een. Empedocles interpreteerden ze onder andere zoals kerkvader Hippolytus (derde eeuw) had gedaan. Volgens hem behoorden de goden of 'de gezegenden' van Empedocles tot 'de intelligibele wereld' die tot eenheid is gemaakt door Liefde. Daartegenover staat onze wereld van verdeeldheid en beweging, gevormd door de elementen dankzij Strijd. Die Strijd stelde Hippolytus gelijkt met de kwaadaardige demiurg ('schepper') in het denken van de ketter Marcion. De intelligibele wereld van Liefde waar de Ideeën verbleven, stelden de neoplatonisten gelijk met de goddelijke bol als wereld naast de onze.
Op artistiek gebied inspireerde het leven en werk van Empedocles de Duitse dichter Friedrich Hölderlin tot het schrijven van een treurspel, genaamd Der Tod des Empedokles. De Engelsman Matthew Arnold schreef een 'dramatic poem' in twee bedrijven, genaamd Empedocles on Etna. Friedrich Nietzsche maakte schetsen voor een drama Empedocles, maar dat is onvoltooid gebleven.

## Nederlandse vertalingen
- Empedokles. Aarde, lucht, water en vuur. Vert. R. Ferwerda. Amsterdam: Athenaeum - Polak & Van Gennep, 1997.
- Empedokles. Aarde, lucht, water en vuur. Vert. R. Ferwerda. Budel: Damon (Marginalia-reeks), 2006. Deze uitgave bevat een andere fragmentindeling en een editie van de Straatsburger Papyrus.